# تكلفة الديون
تكلفة الديون (بالإنجليزية: Cost of Debt)‏ هي المعدل الفعلي لما تتحمله الشركة من أعباء مالية مرتبطة بديونها الحالية، وهي أحد عنصري تكلفة رأس المال الذي يستخدم في تقييم الاستثمار في المشاريع التجارية. وتختلف تكلفة الديون عن سعر الفائدة بأنها تشمل تأثير أعباء الديون على ضرائب الشركة.

## طريقة الحساب
لحساب تكلفة الديون تستخدم المعادلة:
{\displaystyle COD=r\times (1-T)}
حيث أن:
| الرمز               | المعنى              | وحدة القياس |
| ------------------- | ------------------- | ----------- |
| {\displaystyle COD} | تكلفة الديون        | %           |
| {\displaystyle r}   | سعر الفائدة         | %           |
| {\displaystyle T}   | معدل الضريبة للشركة | %           |